# 海南日占时期
海南日占時期，也称为海南日据时期、海南淪陷時期或日本入侵海南岛时期，是指第二次世界大戰時大日本帝國对海南岛的軍事占领和殖民开发時期。始于1939年2月日军在澄迈登陆，终于1945年9月中华民国国民革命军第四十六集团軍登陸海南島受降及遣送戰俘。

## 背景
清朝灭亡后，中华民国政治不稳定，历经多次军阀战争和政府更替，海南岛名义归属中华民国广东省管辖，但实际也有各派军阀轮流进占。日本在昭和时期后开始军事扩张，占领海南岛可以切断中国抗战的海上运输线。其次日军也企图通过掠夺海南岛的矿产资源，通过其对海南岛的经营，使其成为日军在东南亚军事行动的战略基地。

## 历史
1938年10月日军占领了武汉、广州之后，由于其军力不足以及在国际被孤立，被迫放弃闪电战思想。
此时蒋介石在重庆领导的政府与汪精卫在南京领导的政权均自称中华民国国民政府，蒋介石仍然通过香港、澳門、汕头、法属印度支那（广州湾和越南）等南海沿岸城市从欧美同盟国进口大量的抗战物资。
日本为切断蒋介石政府的物资供应，在1938年末开始对驻广州的日军第21方面军下达设法切断近海交通要道的命令。根据这项指示，第21军开始确定活动的主要目标，其中包括海南岛等中国南方沿海地区。
由于琼州海峡冬季里经常有雾，日本军队为了展开入侵海南島的军事行动，事前对其水域的情况进行了周密的调查，特别是水深状况，在作战一个月前，即已开始现地侦察和在琼州海峡隐密测量设标。
1938年2月1日在涠洲岛的日军航空兵临时降落场建设完成后，2月3日日军的护卫舰队集结于万山泊地，同日其先遣部队进入琼州海峡。2月7日近藤信竹领导的台湾混成旅团运输船队，从虎门向万山移动，2月9日夜间停泊澄迈湾并实现登陆。
为实现对当时海南岛最大城市海口市一带的登陆行动，日本空军从2月10日开始就对琼北的若干城镇如文昌、清澜港、金江、塔市村等地进行轰炸，秀英炮台等防御设施在这次轰炸中被炸毁。

## 政治
1939年1月13日，日本御前会议做出了军事侵占海南岛的最终决定。2月10日，第一次登陆海南岛后便迅速占领了海南岛各地的重要港湾和城镇。4月21日，由日本海军、陆军及外务大臣批准颁布的《海南岛政务暂定处理要纲》规定：海南岛相关政务的处理，由现地陆海军政务处理机关及外务省的派出机构组成的海口联络会议负责执行。7月17日，琼崖临时政府成立，并按照日方的要求赋予日本军队以全岛经济开发权。

## 经济
日军登陆以前，海南岛作为广东省一部分，本身经济发展较广东省的大陆部分较差，广东省大陆部分形成了以省营工业为主体的近代工业体系，但海南岛基础设施仍旧落后，为数不多的工业设施也多被日军炸毁。在日军侵占广东全境后，日军将自来水、电气、水泥及化肥等军需资源收归军方管理，先后采用委托经营、合办、租赁、收买等掠夺方式，强占这些工厂的机器物资，对海口的民营企业则通过强占、人股的方式进行掠夺。
1939年日军要求台湾总督府下属之台湾拓殖株式会社迅即派出人员赴粤，为日军提供协助，保障用水用电，紧急抢修毁损的市区自来水管线及供电设施等，海南岛的基础设施开始重建。同年4月，三省联席会议制订出《海南岛政务处理暂行纲领》，要求用在台湾的经验，大体以十年的时间，收取与现在台湾同等程度的开发水平。
三省联络会议于1942年7月16日发布《应急水利改善项目实施纲要》颁布了一个附件《发现矿石奖金发放要领》，指明要积极有效地利用日本人和海南本岛居民，勘察矿藏，并对勘察活动给予物质奖励，发现矿山就按照矿藏情况，由特务部发放单笔1千元以下奖金；发放额在1千元以上的，提交三省联络会议讨论批准。

## 文化
登陆日军实施措施恢复因空袭和战斗遭受破坏的中小学校。1939年9月26日三省联络会议发布《中学设置规划纲要》指出中学教育为建设大东亚共荣圈的一环。
要使岛民了解大日本帝国之实力，并衷心配合军事、经济建设事业，须使普通岛民通晓日语，由此理解东亚共荣之理想，并掌握相关的工作技能，提高劳动生产力。——《中学设置规划纲要》
为了培养开发海南资源所需的劳动力，《纲要》还提出要在海南岛建设一所以职业技能培养为目标的实科中学，培养学生以东亚共荣为理念的道德意识，传授岛民所必须的知识与技能，通过培养学生的劳动习惯、强化身体锻炼，达到培养国民之中坚者的目的。